# Université de La Corogne
L'université de La Corogne (en galicien Universidade da Coruña) est une université publique de Galice (Espagne) fondée en 1989 et disposant de campus à La Corogne, Ferrol et Oleiros.